# 1963年至1964年NBA赛季
1963-64赛季是NBA第18个赛季，波士顿凯尔特人4:1击败旧金山勇士获得总冠军。

## 值得注意的事情
- 1964年NBA全明星赛在马萨诸塞州波士顿举行，东部明星队111-107击败西部明星队，辛辛那提皇家球员奥斯卡·罗伯特森获得MVP.

## 成绩

### 东部联盟
| 球队                | 胜 | 负 | 胜率 | 落后 |
| ------------------- | -- | -- | ---- | ---- |
| 波士顿凯尔特人（1） | 59 | 21 | .738 | -    |
| 辛辛那提皇家（2）   | 55 | 25 | .688 | 4    |
| 费城76人（3）       | 34 | 46 | .425 | 25   |
| 纽约尼克斯（4）     | 22 | 58 | .275 | 37   |

### 西部联盟
| 球队            | 胜 | 负 | 胜率 | 落后 |
| --------------- | -- | -- | ---- | ---- |
| 旧金山勇士（1） | 48 | 32 | .600 | -    |
| 圣路易斯鹰（2） | 46 | 34 | .575 | 2    |
| 洛杉矶湖人（3） | 42 | 38 | .525 | 6    |
| 巴尔的摩子弹    | 31 | 49 | .388 | 17   |
| 底特律活塞      | 23 | 57 | .288 | 25   |

|  | 赛区冠军 |

|  | 进入季后赛 |

|  | 最后的总冠军 |

（1）-（4）种子排名

## 个人数据统计
| 项目       | 球员            | 球队           | 数据  |
| 总得分     | 威尔特·张伯伦   | 旧金山勇士     | 2,948 |
| 总篮板     | 比尔·拉塞尔     | 波士顿凯尔特人 | 1,930 |
| 总助攻     | 奥斯卡·罗伯特森 | 辛辛那提皇家   | 868   |
| 投篮命中率 | 杰里·卢卡斯     | 辛辛那提皇家   | 52.7% |
| 罚篮命中率 | 奥斯卡·罗伯特森 | 辛辛那提皇家   | 85.3% |

## NBA奖项
- 最有价值球员：奥斯卡·罗伯特森（辛辛那提皇家）
- 最佳新秀：杰里·卢卡斯（辛辛那提皇家）
- 最佳教练：亚历克斯·汉纳姆（旧金山勇士）

NBA最佳阵容一队：
- 埃尔金·贝勒（洛杉矶湖人）
- 鲍勃·佩蒂特（圣路易斯鹰）
- 威尔特·张伯伦（旧金山勇士）
- 奥斯卡·罗伯逊（辛辛那提皇家）
- 杰里·韦斯特（洛杉矶湖人）

NBA最佳阵容二队：
- 汤姆·海因索恩（波士顿凯尔特人）
- 杰里·卢卡斯（辛辛那提皇家）
- 比尔·拉塞尔（波士顿凯尔特人）
- 约翰·哈夫利切克（波士顿凯尔特人）
- 哈尔·格瑞尔（费城76人）

NBA最佳新秀阵容：
- 阿特·海曼（纽约尼克斯）
- 盖斯·约翰逊（巴尔的摩子弹）
- 杰里·卢卡斯（辛辛那提皇家）
- 罗德·索恩（巴尔的摩子弹）
- 内特·瑟蒙德（旧金山勇士）